# Капустница (картина)
«Капу́стница» — картина русского, советского и американского художника Николая Фешина. В 1909 году она стала его дипломной работой на выпускном курсе Высшего художественного училища при Императорской академии художеств. Художник получил за неё золотую медаль. Кандидат искусствоведения Галина Тулузакова называла эту картину «самой значительной и гармоничной» многофигурной композицией художника. «Капустница» — одна из всего четырёх больших жанровых работ Николая Фешина. В настоящее время она входит в коллекцию и представлена в постоянной экспозиции Научно-исследовательского музея Российской академии художеств в Санкт-Петербурге.
На полотне изображена сцена из повседневной жизни русской деревни и небольших провинциальных городов в начале XX века. В сентябре — октябре каждого года соседи приходили на помощь односельчанину по его просьбе и организовывали коллективные работы по засолке капусты на зиму. Хозяева угощали помощников, а по вечерам после работы устраивали развлечения.
Картина «Капустница» была представлена на двух крупных дореволюционных выставках в Санкт-Петербурге и Венеции, отмечена художественными критиками и публикой. К настоящему времени существует обширная научная и научно-популярная литература об этом полотне Николая Фешина, написанная как советскими так и российскими искусствоведами. Работа художника над полотном хорошо документирована и описана в воспоминаниях многочисленных современников.

## Капустница в жизни русских крестьян
У русских крестьян существовало понятие толока (историк искусства и казанский краевед Пётр Дульский называл этот обычай «подмога»). Так называлась помощь односельчанам в выполнении работ, с которыми те в одиночку не могли справиться. Такая помощь была обычным делом во время жатвы и сенокоса, а также при заготовке на зиму овощей. Нуждающийся в помощи или его супруга в соответствии с обычаями обходили соседей со словами: «Помогите нам сравняться с прочими православными в работах наших». Крестьяне были обязаны откликнуться на просьбу — отказ воспринимался как обида, а согласие — как свидетельство уважения. Приглашение к участию также было равносильно демонстрации признания трудолюбия приглашённых и рассматривалось как оказание высокой чести. Толока служила для молодых крестьян также поводом для развлечения. Девичьими толоками были «капустки» (или капустницы) и супрядки. Капустницы — помощь в заготовке на зиму капусты — устраивались не только в деревенской местности, но и в небольших провинциальных городах. Это событие ежегодно было приурочено к празднику Воздвижения креста Господня (14 [27] сентября) и устраивалось после него. Обычно работы затягивались более чем на две недели и завершались только к Покрову (1 [14] октября), с которого начинался обычно в деревне сезон свадеб. Чаще всего приглашались от 10 до 15 девушек (это число зависело от урожая и соответственно предполагаемого объёма работ), которые были на выданье. Завершая работы в одном доме, девушки часто переходили в другой. На работу они нарядно одевались, так как рассчитывали обратить на себя внимание сверстников, и приносили с собой ножи-сечки для рубки капусты.
К приходу работников хозяева накрывали отдельный стол под закуски. Парни приходили без приглашения и обычно приносили с собой гостинцы. Они не только наблюдали за работающими девушками, но и помогали им: закрывали кадки, уже наполненные капустой, и относили их в погреб. В их обязанности также входило развлекать девушек шутками и делать им комплименты. По вечерам после работы устраивались хороводы.

## Изображение на полотне
Сюжетом картины стал эпизод из жизни русской деревни. Вся деревня собирается для засолки капусты на зиму. Изображение на полотне соединяет праздничную радость и уныние однообразного физического труда, здоровье и убогость, красоту и уродство. События картины разворачиваются на крестьянском дворе. Крестьяне уже достаточно тепло одеты. Над деревянными домами узкая полоска яркого и светлого неба. Соседи собрались, чтобы по традиции вместе шинковать капусту. Женщина и мальчик вырезают из кочана кочерыжки. За спиной подростка стоит высокое деревянное корыто для рубки капусты. Хозяева уже приступили к угощению работников.
Художник выстроил фигуры персонажей полукольцом, это обеспечивает «наиболее ясную форму выражения единства действия». Крестьянки чистят и рубят капусту, девушка обносит собравшихся графином с водкой, дети, воспользовавшись суматохой, поедают кочерыжки, мужчины и подростки «пристраиваются к корыту с нарубленной капустой, за которой изо всех сил тянет ручонку малыш». Картина наполнена шумом, смехом и разговорами. Лица персонажей изображены гротескно, иногда искажены вплоть до сознательно подчёркиваемого художником уродства. Галина Тулузакова отмечала, однако, что гротеск Фешина не карикатурный, а утверждающий единство прекрасного и безобразного. В картине присутствуют и юмористические детали. Так, корыто с капустой стоит на ящике с надписью «Казань», а от наклонившейся крестьянки на левом краю полотна зрителю заметна только разноцветная юбка, поэтому он не сразу сумеет понять, что изображено на этом фрагменте. Улыбку вызывает лицо малыша рядом с корытом.
Пётр Дульский выделял на полотне два основных плана: слева на первом плане стоит упитанная крестьянка с кочаном и ножом. Перед ней прямо на земле рассыпана капуста. Дульский подметил, что типаж этой женщины повторяется на картине в образах нескольких персонажей, и предположил, что для разных женских персонажей на самом деле Фешину позировала одна и та же натурщица. Прямо напротив крестьянки стоит мальчик, срезающий с кочерыжки листы капусты. За первым планом, со сдвигом в центр полотна, находится сцена угощения — девушка с подносом, на котором стоят рюмки с водкой, предлагает работникам и их помощникам выпивку. Ещё дальше вправо Фешин изобразил сцену шинкования капусты.

## История создания картины

### Николай Фешин в 1909 году
Картина была создана художником в 1909 году как дипломная работа на пятом курсе учёбы автора в Высшем художественном училище при Императорской академии художеств.
Галина Тулузакова писала, что в Академии Николай Фешин окончательно сформировался как художник после ухода оттуда Ильи Репина в 1907 году (его учеником Фешин был с 1902 года). От Репина он почерпнул интерес к бытовому жанру и психологическому портрету, пастозный мазок и познакомился с импрессионизмом. От Академии и Репина он усвоил нравственные принципы, которые определили его творчество на многие годы: сочувствие к простому народу, гуманизм и веру в преобразующую силу искусства. Ещё одним источником вдохновения Фешина в это время Тулузакова называла художественную атмосферу Санкт-Петербурга начала XX века: полотна художников «Мира искусства», «Союза русских художников» и первые эксперименты будущих авангардистов также оказали влияние на формирование мировоззрения автора «Капустницы».
Художник Никита Сверчков, в 1909 году учившийся у Фешина в Казанской художественной школе, описывал его как идущего лёгкой и быстрой походкой стройного молодого человека со светлыми волосами. Фешин одевался в рубаху-косоворотку и пиджак без галстука (или в блузу с накладными карманами) и тёмные брюки. Сверчков отмечал у Фешина гордый взгляд, энергию и волю. Выглядел он как простой рабочий, но в глазах у него «горел огонь творческого вдохновения». Современница утверждала, что Фешин не был красив (за землистый цвет лица его даже называли «ореховый торт»), но его обаятельная улыбка располагала к нему людей.

### Подготовка к созданию «Капустницы»
Историк искусства и краевед Пётр Дульский писал, что замысел картины «Капустница» родился у Николая Фешина в 1907 году. Созданию картины предшествовала долгая работа художника по сбору натурного материала, определению колорита и композиции. Считается, что во время подготовки к будущей дипломной работе рабочий материал художник собирал в деревне Пушкарка под Арзамасом. Кандидат искусствоведения Дмитрий Серяков утверждал, что в Пушкарку художник приехал на этюды и что именно здесь у него родился замысел полотна. Николай Фешин создал многочисленные карандашные наброски, выполненные в технике масляной живописи этюды и эскизы композиций. К настоящему времени специалистам известны только два рисунка — «Крестьянка (молодая женщина с подносом)» (1909, бумага, уголь, 22 × 16 дюймов) и «Крестьянка в пиджаке» (1909, бумага, уголь, 23 × 14 дюймов). Оба они длительное время находились в частном собрании Ии Фешиной-Бренхам — дочери художника в городе Таос в штате Нью-Мексико в США. Известны также пастельный этюд (1909, бумага, пастель, 64 × 43 см, Самарский областной художественный музей, Ж-902, этюд поступил в 1956 году из Министерства культуры РСФСР) и три или четыре эскиза в технике гуаши (Государственный музей изобразительных искусств Республики Татарстан): «Капустница» (1909, бумага, тушь, гуашь, размер листа — 23,5 × 33,2 см, размер рисунка — 14,2 × 23,9 см, инв. г-1844), «Капустница» (1909, бумага, картон, тушь, гуашь, 22,9 × 34 см, 15,5 × 27 см, инв. г-1834), «Капустница» (1909, бумага, гуашь, размер листа — 23,5 × 33,4 см, размер рисунка — 15 × 27 см, г-1848).
Русский советский «крестьянский поэт» и художник, последний председатель Товарищества передвижников и первый председатель Ассоциации художников революционной России Павел Радимов вспоминал, что в первые годы знакомства с Николаем Фешиным тот показывал ему серию эскизов двенадцати своих работ. Среди них были и эскизы к «Капустнице». Радимов писал, что позже именно на основе этих эскизов художник создавал свои полотна.
В 2017 году после реставрации во Всероссийском художественном научно-реставрационном центре имени И. Э. Грабаря эскизы к картине «Капустница» были представлены среди других работ Николая Фешина на временной выставке этого учреждения. На выставке 2006—2007 годов они были представлены ещё до начала реставрации.
Галина Тулузакова считала два подготовительных угольных рисунка для «Капустницы» с изображением крестьянок законченными графическими произведениями. Одно из них представляет собой изображение женщины, держащей в руках тарелку. Оно создано несколькими линиями по контурам фигуры, рук и платка. Фигура, однако, создаёт иллюзию объёма. Линии выявляют конструкцию тела, детально соответствуют требованиям анатомии. Рисунок лаконичен, но градации линий разнообразны. Одни отличаются твёрдостью и выполнены чёрным цветом, другие — тонкие и едва заметные. Линии подчиняются беспокойному ритму, а белое пространство бумаги создаёт иллюзию воздушной среды.

### Работа над картиной
Художник и педагог Александр Соловьёв писал в своих воспоминаниях, как осенью 1908 года, когда он перешёл в натурный класс, из Санкт-Петербурга в Казань прибыл Николай Фешин. Он был, по его словам, назначен Императорской академией художеств в Казанскую художественную школу преподавать живопись и рисунок. Дмитрий Серяков уточнял, что Фешин занял лишь временное место преподавателя, но с полным окладом, а также получил мастерскую в новом здании школы. Он получил также полную свободу в работе со студентами. Сам художник, по данным Серякова, оценивал такие условия пребывания в Казани приемлемыми для творчества в целом и для завершения конкурсной академической работы, над которой работал в то время.
Именно в мастерской Казанской художественной школы Фешин рассчитывал выполнить дипломную картину, которую он как вольнослушатель в академических мастерских не имел права писать. Его прибытие в Казань стало событием, которое привлекло внимание не только учащихся и преподавателей школы, но и всей казанской художественной общественности. Новый преподаватель сразу произвёл сильное впечатление на учеников. Особенно их восхищение возросло, когда они увидели «Капустницу» (Соловьёв называет это полотно «Капустник»), размещённую в актовом зале Казанской художественной школы для завершения работы над ней. Огромное впечатление она оказала и на преподавателей школы. Художник Герман Мелентьев писал в воспоминаниях, что когда Фешин разместил свою ещё не оконченную работу в одном из залов художественной школы, то были перекрыты все подходы к ней. Заинтригованные студенты подглядывали за работающим над ней Фешиным через замочную скважину. Один из сотрудников школы сжалился над студентами и стал открывать для них зал, когда Николай Фешин отсутствовал. Студенты боялись, что художник вернётся, поэтому бросали на незавершённое полотно только беглые взгляды и плохо понимали его сюжет, однако были потрясены огромными размерами и необычной для них техникой мастера. Рассеянный свет в зале придавал изображению «чарующий и волнующий» характер.
Напротив, советский художник Моисей Спиридонов в своих воспоминаниях писал, что Николай Фешин разрешал посещение зала-мастерской, где размещалось полотно в процессе работы над ним, своим ученикам. Он писал: «Заходили мы к нему с волнением и трепетом. Увиденное было необычным, восхищало и поражало нас». Спиридонов помнил, что огромный холст стоял на мольберте. С первого взгляда он даже не смог понять, что изображено на ещё не законченном полотне. Бросались в глаза декоративные пятна, а человеческие фигуры выглядели как тёмные силуэты. Только спустя некоторое время перед глазами Спиридонова стали проступать сначала отдельные «подробности» (мальчик у корыта с капустой, серое небо), а затем они сложились в единую сцену. Постепенно прояснялся и замысел автора. Спиридонов писал, что особенно ему понравился передний план с разбросанными на земле кочанами и листьями капусты. Картина казалась наполненной воздухом и светом. Мемуарист отмечал «осязаемость фактуры предметов», невиданную ранее свежесть и «новизну в способах передачи реальной действительности». Спиридонов вспоминал, что, хотя к тому времени побывал в большом числе музеев, включая столичные, и видел шедевры крупнейших мастеров прошлого, «таких картин, исполненных своеобразно, в такой оригинальной и неповторимой манере», он не видел никогда. Он отмечал, что картина чем-то притягивала зрителя и заставляла внимательно вглядываться в неё.
Кандидат искусствоведения Елена Петинова и доктор искусствоведения Светлана Червонная, опираясь на свидетельства современников, писали, что Николай Фешин, работая над полотном, привёз целую телегу капусты и писал её с натуры прямо на окончательной версии картины — «в холст». Типажи же для неё художник искал, по утверждению Петиновой, в окрестных с Казанью деревнях (это расходится с данными других исследователей биографии художника, указывающих на Пушкарку в Нижегородской губернии), куда ездил на этюды.

## Картина в коллекции музея
Размер полотна «Капустница» — 219 × 344 см. Подпись художника «Н. Фешин» находится слева в нижнем углу. Полотно входит в коллекцию Научно-исследовательского музея Российской академии художеств в Санкт-Петербурге и выставлено в его постоянной экспозиции (зал № 5). Инвентарный номер в собрании музея — Ж-1498. Полотно было оставлено Николаем Фешиным в Императорской академии художеств вместе с двумя другими его картинами «Портрет неизвестной» (или «Дама в лиловом», 1908, холст, масло, 102 × 79 см, Государственный Русский музей, Ж-2281) и «Выход из катакомб после моления» (1903, холст, масло, 91 × 199 см, Научно-исследовательский музей Российской академии художеств, Ж-414) в качестве образца для студентов Высшего художественного училища сразу после демонстрации на выставке в Императорской академии художеств в 1909 году. По традиции, установившейся в этом учебном заведении, лучшие работы учащихся, от этюдов, выполненных в начале обучения, до конкурсных работ, оставлялись в Академии. Они воспринимались как «образцы академической выучки», поэтому предназначались для копирования на занятиях, изучения композиции и отдельных технических приёмов.
За картину «Капустница» Николай Фешин получил звание художника (и золотую медаль), что давало право на пенсионерскую поездку за границу. Во время поездки Николай Фешин посетил Францию, Германскую империю и Италию (в отдельных изданиях упоминается ещё и Австро-Венгерская империя), познакомился в этих странах с крупными музейными собраниями. Также Николай Фешин получил право на чин X класса при поступлении на государственную службу и право преподавания рисования в учебных заведениях.
В 1914 году полотно «Капустница» экспонировалось на Международной выставке в Венеции. Там она произвела сильное впечатление на публику. Российский и советский скульптор Сергей Конёнков в своих воспоминаниях даже ошибочно писал о картине Фешина: «…оказавшись в Италии в 1914 году, до сих пор [она] не нашла пути на Родину в большей степени из-за того, что колористическое совершенство этой вещи никак не даёт итальянцам сил совершить законный и достойный акт восстановления справедливости. Попросту, они не хотят расставаться с „Капустницей“».

## Современники о картине «Капустница»
В Императорской академии художеств полотно Николая Фешина приняли с энтузиазмом. Иной была реакция средств массовой информации. Художественный критик Яков Тугендольд писал в ежемесячном литературном, научном и политическом журнале «Современный мир», что Фешин — художник даровитый, но не смог «познать или направить свой талант». Он на самом деле, по мнению Тугендольда, — не декоратор, а «интимист», поэтому на его картине есть только «отдельные красивые по живописи кусочки», сама же картина не отличается единством и гармонией, напоминает большое панно или ковёр.
Во время публичной демонстрации картины на конкурсе Императорской академии пресса отзывалась о ней достаточно сдержанно. В статье в газете «Новое время» художественный критик, живописец и писатель Николай Кравченко положительно отмечал тонкий колорит «Капустницы», но тут же писал, что активное использование яркого зелёного цвета разрушает цветовую гамму на полотне.
Художник, один из основателей Ассоциации художников революционной России Николай Никонов увидел картину «Капустница» в Казанской художественной школе. Спустя многие годы он писал о потрясении, которое испытал, глядя на неё. Его поразило в этой картине почти всё: темперамент, техника, гармония тона, «аромат свежих капустных листьев», стихийность и пестрота изображённых объектов, изображение персонажей в движении, необычные их ракурсы и «ровный свет серого осеннего дня». Никто из большой толпы зрителей, собравшейся у картины, не пытался давать на неё критические отзывы, Никонов вспоминал, что услышал произнесённые кем-то реплики «Вот, учитесь!» и «Ты можешь так!». После демонстрации законченной картины в Казанской художественной школе авторитет Фешина для учащихся стал непререкаемым. Одни ученики гордились, что учатся у него, другие мечтали к нему попасть на обучение.
Художница Людмила Бурлюк, сестра Давида Бурлюка, отмечала, что все посетители музея Императорской академии художеств обычно обращали внимание на полотно Фешина, представленное в постоянной экспозиции музея. Она приводила цитату, которую слышала от молодого человека, приехавшего из провинции, отмечая её непосредственность: «Вот это первая категория — это наш Фешин, здорово написано, какой мазок, как закручено!»

## Советские искусствоведы о картине
Советский искусствовед Иосиф Бродский в монографии «Репин-педагог» отмечал различные влияния на творчество Николая Фешина в период создания «Капустницы»: реализм Репина, импрессионизм, натурализм. Исследователь писал, что Фешин резко негативно относился к изображению народной жизни на картинах Филиппа Малявина, но сам был «чрезмерен и излишне свободен в „живописном“ выражении народных сцен». Бродский считал «Капустницу» и «Черемисскую свадьбу» шаржем и карикатурой на деревенскую жизнь и лишёнными правды, хотя и находил эти полотна своеобразными по живописной манере и мастихинной технике. Издание, вышедшее в 1961 году, отмечало, что художника увлекла не бытовая сцена, а возможность передать стихийное веселье. Фешин попытался передать движение персонажей с помощью «мелькания красочных пятен». Автор полотна удостоился похвалы за «горячий темперамент… изощрённое чувство красочного тона, жизненную непринуждённость». Отмечалось, что изображён эпизод из повседневной жизни, художнику удалось изображение «весёлого, шумного и хмельного дня».
В биографическом очерке к каталогу работ Фешина, представленных на выставке в Москве в 1964 году, в картине «Капустница» (на выставке, однако, она не была представлена) отмечались композиционная зрелость, «острота» характеристик образов и блестящая техника. Путеводитель по Научно-исследовательскому музею Академии художеств, изданный в 1965 году, отмечал в картине Николая Фешина «широкую живописную манеру и острую выразительность».
Александр Соловьёв в своих воспоминаниях писал, что спустя десятилетия ему значительно легче разобраться в этой картине Фешина и понять, что в ней так восхищало его в юности. По его мнению, «сила воздействия этой картины заключается в той декоративности, которая придаёт особую значительность этому празднику поздней осени». Если смотреть издали, то до зрителя «доходит [только] ряд декоративных пятен, эффектных по своему колориту и композиции». Когда же зритель приближается к полотну, то различает «море бледно-зелёных капустных листьев, осеннее серое небо и веселящуюся, озорную деревенскую молодёжь на рубке капусты». Соловьёв обращал внимание на технику исполнения полотна: матовое нанесение красок, умелое изображение особенностей фактуры тканей, капусты, земли и других предметов, мастерство передачи движения, выразительность фигур персонажей и их лиц. Большую силу воздействия на зрителя придаёт, по его мнению, соединение «непосредственного впечатления от натуры со свободным мастерским выполнением».
Искусствовед Софья Капланова в биографическом очерке художника писала, что «Капустница» демонстрировала зрелость Фешина-художника. Композиция полотна построена живо и непринуждённо, а образы персонажей жизненны, картина вовлекает зрителя в атмосферу задорного праздника. Она отмечала различие эскизов и самого полотна. Для эскизов характерны контрастность композиционных решений, напряжённость цвета, гротескность образов персонажей. В окончательной версии цвет был приглушён, а гротеск смягчён. Капланова ставила «Капустницу» в один ряд с лучшими жанровыми полотнами Абрама Архипова и Филиппа Малявина.
Доктор искусствоведения Светлана Червонная в монографии «Искусство Татарии» отмечала, что в «Капустнице» Николаю Фешину удалось в бытовой и обрядовой сторонах деревенской жизни раскрыть как красоту и силу людей труда, так и «„одичание“ жизни в глуши».
Авторы книги «Научно-исследовательский музей Академии художеств СССР», вышедшей в 1989 году, характеризовали полотно «Капустница» как самостоятельную и оригинальную работу, отмечали в ней виртуозное мастерство, умелое создание художником праздничной атмосферы народного веселья. Благодаря удачно построенной композиции полотна художник помещает зрителя в число участников этого праздника. По мнению авторов, картина заняла заслуженное место в русской жанровой живописи начала XX века.

## Современные российские искусствоведы о полотне
Доктор искусствоведения Татьяна Моженок сравнивала полотна Николая Фешина и французского художника Жюля Бастьен-Лепажа и пришла к выводу, что для русского художника характерно «широкое, свободное, темпераментное письмо», а у Бастьен-Лепажа жанровые картины созданы в стиле фотографического натурализма.

### Сергей Воронков о картине
Искусствовед и художник Сергей Воронков писал о главной особенности композиции картины — «линейных ритмических повторах», которые получили выражение «в дугообразных линиях контуров фигур и отдельных групп персонажей». Он находил сходство в построении композиции «Капустницы» и написанной за год до неё картины «Черемисская свадьба». На обоих полотнах в левой части картины находится крупная фигура, одинаково изображена линия горизонта с узкими полосками неба, воспроизведены передний план и земля под ногами персонажей.
Воронков утверждал, что в картине «Капустница» выделен геометрический центр. Это, по его мнению, кисть руки сидящей крестьянки. Дуга левого плеча этого персонажа направляет взгляд зрителя на композиционный центр картины — «расплывшееся в улыбке, несколько шаржированное лицо». Зритель видит лицо беременной женщины с кочаном и сечкой, пышная фигура которой похожа на формы матрёшки. С правой стороны от этого персонажа стоит мальчик, вырезающий кочерыжку. С точки зрения Сергея Воронкова, это — второй композиционный центр полотна. За его фигурой различима девушка с подносом: хотя она находится на дальнем плане, её одежда — наиболее яркое пятно на холсте. Эти четыре персонажа исследователь считал главными героями картины. Именно их художник наиболее детально проработал кистью. Взгляд стоящей слева женщины направляет внимание зрителя на задний план, где находятся «замкнутые» (по выражению Воронкова) группы персонажей. Энергию полотну придают ракурсы, жесты, «ритмические повторы в контурах изображённых персонажей».
Воронков отмечал «сдержанный серебристо-серый, холодноватый колорит», который художник дополнил «перламутровыми переливами светло-зелёных, изумрудных, белых, розоватых оттенков» (этими тонами написана капуста). Николаю Фешину удалось мастерски передать воздух и свет. Он сохранил при этом «чистоту и звучание цвета». Наиболее красивыми и убедительными фрагментами искусствовед считал изображение одежды, в частности складок женских сарафанов. По мнению Воронкова, художник использовал сразу несколько техник нанесения красок в одной картине: «мягко сглаженные мазки», «корпусные динамичные мазки мастихином с прописью сверху лессировками и сухой кистью». Исследователь отмечал новаторство художника, готовность увидеть красоту в деревенском сюжете, умение отразить впечатление от натуры живописными средствами.

### Елена Петинова о «Капустнице»
В книге «От академизма к модерну. Русская живопись конца XIX — начала XX века» кандидат искусствоведения Елена Петинова писала, что сюжет полотна отличается непритязательностью и правдивостью. Она считала, что в картине есть смысловой центр — фигура полной крестьянки в высоко поднятой светлой юбке, которая держит в руках кочан капусты и нож для шинковки. Её весёлость в сочетании с однообразным физическим трудом вызвал в памяти исследовательницы женские образы современников Фешина — Филиппа Малявина, Абрама Архипова и Сергея Иванова. Она писала, что, хотя художник явно восхищается своей героиней, фигура её на полотне гротескна. Элементами гротеска художник наделил и других персонажей «Капустницы». При этом Петинова соглашалась с Каплановой в том, что гротескность окончательного варианта смягчена Фешиным в сравнении с подготовительными работами к полотну.
Елена Петинова обращала внимание, что «Капустница», как и другие работы Николая Фешина этого периода, выполнена в особой технике. Холст художник собственноручно пропитывал казеиновым клеем. Благодаря этому грунт не испытывал влияния влаги, а из красок удалялось масло. Хотя полотно написано масляными красками, они напоминают своей матовостью темперу. Матовость дополнялась предельно сдержанными красками с преобладанием жемчужно-серых и охристых тонов. Однако такая техника привела к тому, что со временем красочный слой потемнел, а в самых тёмных местах стали исчезать тональные нюансы — градации одного и того же хроматического тона, и эти фрагменты представляются зрителю в настоящее время окрашенными в ровный чёрный цвет. Фешин работал по холсту не только кистью, но и мастихином, отдельные фрагменты полотна — лица и руки персонажей — он просто лепил руками, используя сухие лессировки.

### Галина Тулузакова о картине
Кандидат искусствоведения, автор нескольких монографий о творчестве художника Галина Тулузакова считала «Капустницу» и «Черемисскую свадьбу» двумя наиболее значительными работами Фешина в жанровой живописи. Она писала, что композиция «Капустницы» определяется распределением цветовых пятен. По её мнению, полотно является менее сложным «по динамике», чем написанная в предыдущем году «Черемисская свадьба». Это вызвано ярко выраженным центром композиции, который подчёркнут крупным светлым пятном ниже середины картины. Это пятно образует гора кочанов капусты, лежащих прямо на земле. К этой светлой массе примыкает контрастное пятно — крестьянка в тёмной одежде. В картине два «тональных полюса» — белый и чёрный. В целом, по мнению Тулузаковой, именно «ритм светлых и тёмных пятен» образует структуру всего полотна. «Черемисская свадьба» асимметрична, «Капустница», напротив, следует принципу симметрии, хотя и не «математически буквальной». При переходе от белого к тёмному цвет проходит в изображении действующих лиц через целую гамму оттенков «от лиловых до жёлтых и кадмиевых тонов», а в изображении пейзажа он превращается в серый. Противопоставлены золотисто-жёлтый и лиловый цвета, что, с точки зрения Галины Тулузаковой, должно вызывать ассоциации с просвечиванием редких лучей солнца в пасмурный день. Лиловые тона являются вспомогательными для выделения золотистых. 
Художник сумел создать эффект переливающейся перламутровой поверхности. Хотя палитра красок Фешина разнообразна, но отличается сдержанностью. Тем не менее, в отдельных фрагментах полотна использованы яркие цветовые сочетания. Примером может служить соседство ярко-синего и жёлтого в юбке одной из крестьянок в левом углу картины. Тулузакова считала, что здесь Фешин предвосхищал цветовые контрасты своих портретов индейцев, которые он создал в последний период жизни в Таосе. Живописная фактура «плотных» красок создаёт иллюзию жизни и движения, создаёт атмосферу весёлой суматохи. Персонажи с ярко выраженной индивидуальностью, подчёркнутыми жестами и позами возникают из «хаоса красочного месива». Их движения мотивированы сюжетом, но повествовательное начало сведено до минимума. Монолитность толпы, охваченной энтузиазмом, как и на полотне «Черемисская свадьба», передана Николаем Фешиным с помощью предельной плотности размещения персонажей на картине и наложения фигур друг на друга, а также «средним тоном картины», где симметричность цветовых пятен (например, жёлтый платок крестьянки на переднем плане соответствует жёлтым пятнам платка и юбки девушки с подносом) придаёт цельность композиции. «Точка схода» совпадает с тёмной постройкой на заднем плане. Она, по мнению Тулузаковой, является вершиной треугольника, в который вписана художником сцена. В «Капустнице» глубина пространства находится в контрасте с плоскостностью живописи, объёмность изображения персонажей — с декоративностью, графичность — с живописностью, натурализм — с условностью.
Галина Тулузакова считала, что полотно отражает «дуалистичность самого мышления» Николая Фешина. Он был сторонником реалистического изображения, но стремился выразить «свои интуитивные ощущения». Из-за этого он пренебрегал последовательностью повествования для выражения «непосредственности чувства». Ему удалось выразить самые разнообразные чувства, захлёстывающие персонажей: восхищение, неприятие, радость, уныние, ожидание, безнадёжность. При этом крайности сливаются в единое целое. «Пульсация живописной ткани», по мнению Тулузаковой, олицетворяет «вечную энергию жизни», идущую от земли и от грубой первобытной натуры крестьян. Эмоциональная экспрессия компенсируется сдержанностью колорита. Тулузакова даже писала, что автор не планировал «особой активности воздействия» картины на зрителя, поэтому привёл в гармонию содержательную и формальную составляющие.

### Дмитрий Серяков о полотне
В своей кандидатской диссертации Серяков отмечал неординарность колорита полотна. Господствует холодная гамма, что переносит акцент на яркие светло-зелёные капустные листья (их искусствовед называл «главенствующей колористической доминантой в картине»), которые выделяются на фоне тёмной земли и одежд персонажей. Серяков писал, что Фешин сумел передать материальность капустных кочанов одним только цветом. Картина умело оттеняет индивидуальность каждого персонажа, но не несёт социальной нагрузки (хотя искусствовед настаивал на реализме картины и жизненной правде её образов), что характерно для полотен наставника Фешина в Академии художеств Ильи Репина. По мнению исследователя, художник стремился «показать красоту мира в простом, казалась бы обыденном сюжете». С этой целью Фешин скрупулёзно отобрал типажи, придал им выразительные позы, нашёл соответствующие сочетания цветов и скомпоновал их на холст. В отличие от Елены Петиновой, Серяков считал, что на полотне нет главного и второстепенных героев. Каждый из персонажей представляет ценность как «смысловая и художественная часть» единого целого.
Лица персонажей детально выписаны, а одежды и капустные листья показаны условно. По мнению Серякова, это было способом показать значимость типажей, их яркость и индивидуальность, «конкретность и характерность». Исследователь обращал внимание, что художник достигал этого не только композицией и колоритом, но и техникой исполнения. Серяков утверждал, что «условность живописной моделировки в данном случае не выходит на уровень „нон-финито“». По его мнению, речь может идти только о «натурной изобразительности», близости к эскизной манере и «оптическом смешении» красок, при котором «отдельные мазки складываются в конкретный реальный образ». Если при использовании «нон-финито» живописцы только намекают на реальный объект, приближая его изображение к абстракции, то в «Капустнице» очевидно пристальное внимание Николая Фешина «к предметной структурности».
Дмитрий Серяков относил «Капустницу» к этнографической серии в творчестве художника, которая нашла отражение в таких его жанровых полотнах, как «Обливание» и более ранняя «Черемисская свадьба». Эти три картины художника исследователь называл также «обрядовыми». По мнению Серякова, Фешин стремился в них не столько продемонстрировать сцены народного быта, сколько показать уклад жизни, запечатлённый в конкретных обрядах. Выполненные в технике гуаши эскизы к «Капустнице», по мнению исследователя, значительно отличаются от эскизов к «Черемисской свадьбе» или «Бойне». Для этюдов к «Капустнице» характерна тщательная проработка деталей, автор наиболее тщательно прописывает тех персонажей, на которых хочет обратить внимание зрителей. Эскизы к «Черемисской свадьбе» и «Бойне» выполнены гуашью и акварелью. Свободной манерой исполнения они близки к абстрактным композициям, фигуры на них едва различимы.